# Orthostigma praescutellatum
Orthostigma praescutellatum är en stekelart som beskrevs av Fischer 1995. Orthostigma praescutellatum ingår i släktet Orthostigma och familjen bracksteklar. Inga underarter finns listade i Catalogue of Life.